# Edens Zero
Edens Zero (яп. エデンズゼロ Edenzu Zero, EDENS ZERO) — научно-фантастическая манга, созданная Хирой Масимой, публикующаяся в журнале Weekly Shōnen Magazine издательства Kodansha с июня 2018 года. По состоянию на март 2024 года вышел 31 том.
Премьера 25-серийного аниме-сериала, созданного J.C.Staff, состоялась 11 апреля 2021 года и завершилась 3 октября 2021 года, в последней серии было анонсировано продолжение сериала. 9 февраля 2022 года было объявлено, что им будет второй сезон аниме-сериала.
16 сентября 2020 года была анонсирована адаптация видеоигры от Konami.

## Сюжет
История рассказывает о приключениях Сики Гранбелла, который отправился в путешествие на звездолёте через разные планеты в поисках космической богини, известной как «Мать».

### Вселенная
Действие происходит в вымышленной вселенной, населённой людьми, инопланетянами и разумными роботами. Вселенная разделена на более мелкие «космосы», где Космос Сакура (яп. 桜宇宙 Sakura Kosumosu, Sakura Cosmos) служит отправной точкой сюжета сериала. Большинство планет и отдельных локаций имеют футуристические элементы, часть которых сочетается с классическим фэнтези. Вселенная также является домом для различных космических сущностей, таких как кибернетические драконы, которые роятся в граничащем с Космосом Сакуры секторе под названием «Падение дракона» (яп. ドラゴンフール Doragonfōru, Dragonfall), и чудовище по имени Хронофаг (яп. 時食み Токихами, лит. «Пожиратель времени»), который пожирает планеты и постоянно перематывает их время, создавая альтернативные ветви, но не вызывая парадокс времени.
Все технологии работают на магическом источнике энергии под названием «Эфир», который составляет основу «фэнтезийного» аспекта истории; одним из часто встречающихся устройств является «Б-куб» (яп. B・キューブ B Kyūbu, B-Cube) — видеомагнитофон, обеспечивающий создателям контента доступ к видеохостингу, напоминающему YouTube. Несколько персонажей напрямую используют Эфир в своих телах с помощью «Эфирного снаряжения» (яп. エーテルギア Ēteru Gia, Ether Gear), силы из «тёмных времён» вселенной, дающей своим пользователям сверхчеловеческие способности, которые дополнительно усиливаются трансформирующим состоянием «Перегрузка» (яп. オーバードライヴ Ōbādoraivu, Overdrive), достигаемым путём доведения Эфира до критической точки.

### Персонажи
Сики Гранбелл (яп. シキ・グランベル Сики Гкранбэру)
Сэйю — Такума Тэрасима
Являлся единственным обитателем обитаемого роботами тематического парка на планете Гранбелл, от которой получил свою фамилию, от Ребекки. Найден Зигги в младенчестве за пределами Космоса Сакуры. Сики изучает Эфирный Механизм «Гравитация Сатаны» (яп. サタングラビティ Satan Gurabiti, Satan Gravity), чтобы использовать гравитационные способности Зигги, которые включают изменение веса и направления силы тяжести для себя и других, создавая гравитационные поля и энергетические сферы, и преобразование кинетической энергии в гравитацию. Он также страдает парализующим страхом перед жуками и всем, что на них похоже, например Омарами. После того, как умирающие роботы прогнали его с «Гранбелл» из-за его чрезмерной привязанности к ним, Сики стремится найти как можно больше друзей за пределами своей планеты, которые он выражает через неожиданные предложения дружбы людям, которых он встречает. Впоследствии он получает Нулевой Эдем от Элси Кримсон и наследует титул Зигги «Король демонов» как лидер корабля, используя корабль для поиска «Матери» в надежде привлечь больше друзей и осуществить несостоявшуюся мечту Зигги — найти её. Однако, когда Грэнбелл был уничтожен вновь активированным Зигги, Сики клянется победить его и использовать свое желание, чтобы «Мать» вернула планету в её прежнее состояние.
Продолжая свою тему именования главных героев по сезонам, Масима выбрал японское слово, означающее «четыре сезона» (四季, сики) для главного героя «Нулевого Эдема», чтобы представить кульминацию его предыдущих работ. Изначально Масима использовал имя Зигги для Сики в самом раннем черновике манги, черпая вдохновение из песни «Ziggy Stardust» певца Дэвида Боуи, которую автор часто слушал во время создания манги. В буклете, прилагаемом к специальному изданию первого тома, Масима написал, что он часто забывает нарисовать детали персонажа, такие как нашивка на щеке, и что он чередовал атрибуты дизайна во время разработки, например, рисовал персонажу седые волосы вместо чёрных и очки. На других концептуальных рисунках Сики изображён с браслетом, который превращается в перчатку, что является ранней концепцией его Эфирного снаряжения.
Ребекка Блугарден (яп. レベッカ・ブルーガーデン Rebekka Burūgāden, Rebecca Bluegarden)
Сэйю — Микако Комацу
Любитель «Б-куба» (B-Cuber) и «Падающего Звёздного света» (Shooting Starlight) с планеты Блю Гарден, где она провела детство, будучи беспризорной сиротой. Она стремится собрать один миллион подписчиков для своего канала Aoneko (яп. AONEKO チ ャ ネ ル Aoneko Chaneru, букв. англ. «Blue Cat Channel»), который страдает от низкой посещаемости из-за некачественного контента. Обычно жизнерадостная девушка, Ребекка становится агрессивной и использует частицу «цеё» (яп. ぜ よ zeyo), когда злится или нервничает. Она является опытным стрелком, чьи навыки точности приобретаются при прохождении видеоигр в жанре шутер от первого лица, и является владельцем и пилотом «Aqua Wing» (яп. クアウイング Akua Uingu), космического корабля, который можно использовать как морской.
Подружившись с Сики во время съемок на Гранбелле, Ребекка присоединяется к его поискам «Матери» как способ привлечь зрителей в соответствии с его предложением, а позже решает пожелать «матери» прославиться. Во время их путешествий Ребекка разрабатывает своё собственное «Эфирное снаряжение» под названием «Кошачий прыгун» (яп. キャットリーパー Kyatto Rīpa, Cat Leaper), неоднократно купаясь в спа-салоне «Edens Zero»; эфирное снаряжение первоначально называют просто «Прыгун» для повышения её прыжковой силы и ловкости, и увеличивая скорость транспортных средств, которыми она управляет, до тех пор, пока она не обнаружила, что это также позволяет ей совершать ментальные «скачки во времени» и изменять результаты прошлых событий — то, что она подсознательно делает двадцать девять раз в течение своей жизни, прежде чем осознать свою способность.
Создавая героиню «Edens Zero», Масима разрабатывал множество причёсок и нарядов для неё, прежде чем остановиться на окончательном дизайне и дать ей имя. «Ребекка» было выбрано под влиянием одноимённой японской группы, чья песня «Friends» послужила основным вдохновением для автора.
Хеппи (яп. ハッピー Happī, Happy)
Сэйю — Риэ Кугимия
Голубой кот, лучший друг и партнёр Ребекки; персонаж был импортирован из «Fairy Tail» вместо предполагаемого талисмана сериала, Плю. Повествование переосмысливает Хэппи в образе кошачьего инопланетянина с планеты Эксид (яп. エクシド星 Ekushido-hoshi, англ. Excede), которого Ребекка нашла, когда их бросили в «Блю Гарден» в детстве, и которого оживил после смертельной дорожной аварии профессор Вайс Штайнер, перенеся сознание Хэппи в идентичное тело андроида. Хэппи может превратиться в пару огнестрельных орудий под названием «Хеппи Бластеры» (яп. ッピーブラスター Happī Burasutā, Happy Blasters), которое Ребекка использует для стрельбы нелетальными эфирными пулями.

## Создание
После завершения «Fairy Tail» 26 июля 2017 года Хиро Масима опубликовал 31 декабря 2017 года в своём Twitter сообщение, пообещав начать новую мангу где-то в 2018 году. После своего визита на международный фестиваль комиксов в Ангулеме во Франции Масима сообщил, что новая серия будет «новой формой фэнтези» и что персонаж Плю, герой одной из его предыдущих работ Rave Master, также появится в манге. 14 мая 2018 года Масима прокомментировал в Twitter, что он начинает «немного путаться» из-за одновременной работы над этой новой мангой, продолжением «Хвоста феи» и ещё одним «секретным» проектом. Он также заявил, что новые идеи у него появляются «одна за другой». 30 мая 2018 года Weekly Shōnen Magazine раскрыл предварительное название манги — Eden’s Zero.
Разрабатывая идею для своей новой манги, Масима изначально предполагал использовать мир «меча и магии», схожий с его предыдущей мангой, но в итоге решил выбрать тему «космического фэнтези» из-за отсутствия современных произведений в жанре среди сёнэн-манги; он сформулировал термин «космическое фэнтези» ещё в детстве из своего собственного неправильного толкования сокращения SF (SF от англ. science fiction — «научная фантастика», тогда как «космическое фэнтези» — англ. space fantasy). Он также счёл непопулярность жанра среди сёнэн-произведений вызовом для себя. Масима описал свой подход к написанию Edens Zero как нечто среднее между Rave Master и Fairy Tail, объединяя предопределенные сюжетные элементы с идеями, которые у него возникают по ходу написания. Он также пишет мангу еженедельно, чтобы придать ей ощущение «реального времени». В 2021 году Масима заявил, что Edens Zero продолжит темы дружбы, семьи и сражений из Fairy Tail, но это немного измениться к концу, когда тайна персонажа «Матери» будет раскрыта.

## Медиа

### Содержание
| Цикл        | Цикл          | Глав | Арка     | Главы                            | Публикация                       | Сезон                       | Сезон | Серий | Серии | Премьера            |
| ----------- | ------------- | ---- | -------- | -------------------------------- | -------------------------------- | --------------------------- | ----- | ----- | ----- | ------------------- |
|             | Cosmos Sakura | 104  | Intro    | 1—3                              | 27 июня — 11 июля 2018           |                             | 1     | 25    | 1—3   | 11 — 25 апреля 2021 |
| Norma       | Cosmos Sakura | 104  | 4—11     | 18 июля — 12 сентября 2018       | 4—6                              | 2 — 16 мая 2021             | 1     | 25    |       |                     |
| Skull Fairy | Cosmos Sakura | 104  | 12—14    | 19 сентября — 3 октября 2018     | 7                                | 23 мая 2021                 | 1     | 25    |       |                     |
| Guilst      | Cosmos Sakura | 104  | 15—28    | 10 октября 2018 — 23 января 2019 | 8—12                             | 30 мая — 26 июня 2021       | 1     | 25    |       |                     |
| Digitalis   | Cosmos Sakura | 104  | 29—43    | 30 января — 8 мая 2019           | 13—17                            | 4 июля — 1 августа 2021     | 1     | 25    |       |                     |
| Mildian     | Cosmos Sakura | 104  | 44—48    | 15 мая — 12 июня 2019            | 18                               | 8 августа 2021              | 1     | 25    |       |                     |
| Sun Jewel   | Cosmos Sakura | 104  | 49—68    | 19 июня — 6 Ноября 2019          | 19—25                            | 15 августа — 3 октября 2021 | 1     | 25    |       |                     |
| Belial Gore | Cosmos Sakura | 104  | 69—99    | 13 Ноября 2019 — 24 июня 2020    |                                  |                             |       | —     | —     |                     |
| Edens One   | Cosmos Sakura | 104  | 100—104  | 1 — 29 июля 2020                 | —                                | —                           |       |       |       |                     |
|             | Cosmos AOI    | 65   | Red Cave | 105—111                          | 5 августа — 23 сентября 2020     | —                           | —     |       |       |                     |
| Foresta     | Cosmos AOI    | 65   | 112—133  | 30 сентября 2020 — 10 марта 2021 | —                                | —                           |       |       |       |                     |
| Sandra      | Cosmos AOI    | 65   | 134—138  | 17 марта — 7 апреля 2021         | —                                | —                           |       |       |       |                     |
| Aoi War     | Cosmos AOI    | 65   | 139—169  | 14 апреля — 24 ноября 2021       | —                                | —                           |       |       |       |                     |
|             | Cosmos Kaede  | —    | X495     | 170—180                          | 1 декабря 2021 — 22 февраля 2022 | —                           | —     |       |       |                     |
| Kaede War   | Cosmos Kaede  | —    | 181—     | 2 марта 2022 —                   | —                                | —                           |       |       |       |                     |

### Манга
Манга «Edens Zero» создана Хирой Масимой. Публикуется в сёнен-журнале Weekly Shōnen Magazine издательства Kodansha с 27 июня 2018 года. Её первый том был выпущен 14 сентября 2018 года. По состоянию на март 2024 года был выпущен тридцать один том.
Манга издается на шести языках: английском, французском, китайском, корейском, тайском и бразильском (португальском). Североамериканский издатель «Kodansha USA» выпустил главы на цифровых платформах, таких как Crunchyroll Manga, ComiXology и Amazon Kindle.

#### Список глав
| - 1. "Into the Sky Where Cherry Blossoms Flutter" (яп. 桜舞うソラに Sakura Mau Sora ni) - 2. "A Girl and Her Blue Cat" (яп. 少女と青猫 Shōjo to Ao Neko) | - 3. "Adventurers" (яп. 冒険者たち Bōkensha-tachi) - 4. "Norma" (яп. ノーマ Nōma) |

| - 5. "A Man Named Weisz" (яп. ワイズという男 Waizu to Iu Otoko) - 6. "Thief" (яп. 盗賊 Shīfu) - 7. "Iron Tears" (яп. 鉄の涙 Tetsu no Namida) - 8. "Clash!! The Sibir Family" (яп. 激突!! シビルファミリー Gekitotsu!! Shibiru Famirī) - 9. "Vs. The Foote Brothers" (яп. vs. フットブラザーズ vs. Futto Burazāzu) | - 10. "We're Friends, Aren't We?" (яп. 友達だろ Tomodachi Daro) - 11. "Machina Maker" (яп. マキナ・メイカー Makina Meikā) - 12. "The Skull Fairy" (яп. スカルフェアリー号 Sukaru Fearī-gō) - 13. "Shiki vs. Elsie" (яп. シキ vs. エルシー Shiki vs. Erushī) - 14. "Born Again" (яп. もう一度生まれる Mō Ichido Umareru) |

| - 15. "Warship of the Demon King" (яп. 魔王戦艦 Maō Senkan) - 16. "Sister" (яп. シスター Shisutā) - 17. "The Collection" (яп. コレクション Korekushon) - 18. "Wind Howls on the Highway" (яп. 風の鳴くハイウェイ Kaze no Naku Haiwei) - 19. "Geniuses at Coming Up with Fun Ideas" (яп. 楽しい事を考える天才 Tanoshii Koto o Kangaeru Tensai) | - 20. "Planet Guilst" (яп. 惑星ギルスト Wakusei Girusuto) - 21. "Soul Blade" (яп. ソウルブレイド Sōru Bureido) - 22. "The Great Naked Escape" (яп. 裸の脱出作戦 Hadaka no Dasshutsu Sakusen) - 23. "Million Bullets" (яп. ミリオンバレット Mirion Baretto) |

| - 24. "Sister Ivry" (яп. シスター・イヴリィ Shisutā Ivurii) - 25. "Take Aim" (яп. 狙いをさだめて Nerai o Sadamete) - 26. "Two Sisters" (яп. 二人のシスター Futari no Shisutā) - 27. "The Great Guilst Escape" (яп. ギルスト脱出作戦 Girusuto Dasshutsu Sakusen) | - 28. "New Friends" (яп. 新たな仲間たち Aratana Nakama-tachi) - 29. "Iron Hill" (яп. アイアンヒル Aian Hiru) - 30. "The Super Virtual Planet" (яп. 超仮想惑星 Chōkasō Wakusei) - 31. "The People of Digitalis" (яп. デジタリスの民 Dejitarisu no Tami) - 32. "Mass Murderer Jamilov" (яп. 殺人鬼ジャミロフ Satsujinki Jamirofu) |

| - 33. "The Girl on the Hill" (яп. 丘の上の少女 Oka no Ue no Shōjo) - 34. "Survive the Night" (яп. この夜を生き抜け Kono Yoru o Ikinuke) - 35. "The Girl and the Monster" (яп. 怪物と少女 Kaibutsu to Shōjo) - 36. "The G.I.A." (яп. GIA Jī Ai Ē) - 37. "Great Kaiju Shiki" (яп. 大怪獣シキ Daikaijū Shiki) | - 38. "22 Hits" (яп. 22発 Nijūni-hatsu) - 39. "Spider the Genius Hacker" (яп. 天才ハッカー・スパイダー Tensai Hakkā Supaidā) - 40. "Operation C7" (яп. C7号作戦 Shī-nana-gō Sakusen) - 41. "Fireworks" (яп. 花火 Hanabi) |

| - 42. "Pino's Dream" (яп. ピーノの夢 Pīno no Yume) - 43. "Smells Like Money" (яп. 金の匂い Kane no Nioi) - 44. "The Temple of Knowledge" (яп. 知識の宮殿 Chishiki no Kyūden) - 45. "The Battle Coliseum" (яп. バトルコロシアム Batoru Koroshiamu) - 46. "Footsteps of the Warrior Maiden" (яп. 戦乙女の足音 Ikusa Otome no Ashioto) | - 47. "Words Will Give You Strength" (яп. 言葉は強さを与える Kotoba wa Tsuyosa o Ataeru) - 48. "From the Planet of Eternity" (яп. 永永無窮の星より Eiei Mukyū no Hoshi Yori) - 49. "Captain Connor" (яп. キャプテン・コナー Kyaputen Konā) - 50. "Madame Kurenai" (яп. 紅婦人 Kurenai Fujin) |

| - 51. "Stones" (яп. 鉱石生命体 Sutōnzu) - 52. "Kurenai's Gauntlet" (яп. 紅の籠手 Kurenai no Kote) - 53. "Wibble Wobble Ruby Bobble" (яп. ポヨポヨ ルビーちゃん Poyo Poyo Rubī-chan) - 54. "The Truth Is in the Cube" (яп. 真実はキューブの中に Shinjitsu wa Kyūbu no Naka ni) | - 55. "Black Rock" (яп. ブラックロック Burakku Rokku) - 56. "Reset" (яп. リセット Risetto) - 57. "My Mother, the Machine" (яп. 機械の母 Kikai no Haha) - 58. "A Silent Reunion" (яп. 沈黙の再会 Chinmoku no Saikai) - 59. "I Know You Can Keep Pressing On" (яп. きっと前へ進める Kitto Mae e Susumeru) |

| - 60. "Until the Day It Turns to Strength" (яп. いつか強さに変わるまで Itsuka Tsuyosa ni Kawaru Made) - 61. "Enter Arsenal" (яп. アーセナル参上 Āsenaru Sanjō) - 62. "The Legend of Me" (яп. オレの伝説 Ore no Densetsu) - 63. "Taking Up the Torch" (яп. 意志を継ぐ者 Ishi o Tsugu Mono) - 64. "Leaper" (яп. 跳躍者 Rīpā) | - 65. "The Swordswoman Incapacitated" (яп. 剣士は動けない Kenshi wa Ugokenai) - 66. "Gravity's Gonna Crush You" (яп. 重力がおまえを潰す Jūryoku ga Omae o Tsubusu) - 67. "Someone to Love" (яп. 愛する者 Aisuru Mono) - 68. "Valkyrie" (яп. ヴァルキリー Varukirī) |

| - 60. "Rebecca's Nightmare" (яп. レベッカの見た夢は… Rebekka no Mita Yume wa...) - 70. "Belial Goer" (яп. ベリアル・ゴア Beriaru Goa) - 71. "The Steel Sorceress" (яп. 鋼鉄の魔女 Kōtetsu no Majo) - 72. "The Element 4" (яп. エレメント 4 Eremento Fō) - 73. "Don't Shed a Tear" (яп. 涙を流すな Nami o Nagasu na) | - 74. "Weisz vs. Laguna" (яп. ワイズ vs. ラグナ Waizu vs. Raguna) - 75. "A Wind Blows Through the Sakura Cosmos" (яп. 桜宇宙に吹く風 Sakura Kosumosu ni Fuku Kaze) - 76. "Rebecca vs. Sylph" (яп. レベッカ vs. シルフ Rebekka vs. Shirufu) - 77. "The Winds That Bind" (яп. 風の絆 Kaze no Kizuna) |

| - 78. "No. 29" (яп. 29号 Nijūkyū-gō) - 79. "That Which Obstructs and That Which Steals" (яп. 拒む者と奪う者 Kobamu Mono to Ubau Mono) - 80. "60-Day Commemorative Coin" (яп. 60日記念コイン Rokujū-nichi Kinen Koin) - 81. "Intercession" (яп. 仲裁 Chūsai) | - 82. "Scolding" (яп. 説教 Sekkyō) - 83. "The Shot Heard Round the Underworld" (яп. 地下道に響く銃声 Chikadō ni Hibiku Jūsei) - 84. "A World Without Shiki" (яп. シキがいない世界 Shiki ga Inai Sekai) - 85. "Our Future" (яп. オレたちの未来 Ore-tachi no Mirai) - 86. "EZ-Attack!!" (яп. EZ-Attack!! Ī Jī Atakku!!) |

| - 87. "4 on 4" (яп. 4 vs. 4) - 88. "Eye of God" (яп. ゴッドアイ Goddo Ai) - 89. "Hermit vs. Fie" (яп. ハーミット vs. ファイ Hāmitto vs. Fai) - 90. "Sister vs. Daichi" (яп. シスター vs. ダイチ Shisutā vs. Daichi) - 91. "Homura vs. Sylph" (яп. ホムラ vs. シルフ Homura vs. Shirufu) | - 92. "The Sword of Edens" (яп. エデンズの剣 Edenzu no Tsurugi) - 93. "The Execution Site" (яп. 処刑場 Shokeijō) - 94. "Shiki vs. Drakken" (яп. シキ vs. ドラッケン Shiki vs. Dorakken) - 95. "Kris Rutherford" (яп. クリス・ラザフォード Kurisu Razafōdo) |

| - 96. "A Young Man's Memories" (яп. 少年の記憶 Shōnen no Kioku) - 97. "The Time Is Now" (яп. 今がその時 Ima ga Sono Toki) - 98. "Advent of the Demon King" (яп. 魔王降臨 Maō Kōrin) - 99. "The Pendant" (яп. ペンダント Pendanto) - 100. "Edens One" (яп. EDENS ONE Edenzu Wan) | - 101. "Singularity" (яп. シンギュラリティ Shingyurariti) - 102. "Time to Say Goodbye" (яп. 別れの時 Wakare no Toki) - 103. "Clash of the Cosmos" (яп. 激闘の宇宙 Gekitō no Sora) - 104. "The Woman They Called Pirate" (яп. 海賊と呼ばれ女 Kaizoku to Yobare Onna) |

| - 105. "Dragonfall" (яп. ドラゴンフォール Doragonfōru) - 106. "Prayer Council" (яп. 祈りの間 Inori no Ma) - 107. "A Planet Where Stars Fall Like Rain" (яп. 星降る惑星 Hoshi Furu Wakusei) - 108. "Nadia, Love of My Life" (яп. 我が最愛のナディア Waga Saiai no Nadia) - 109. "Red Cave" (яп. 赤い洞窟 Reddo Keibu) | - 110. "A Robot in Love" (яп. 恋する機械 Koisuru Kikai) - 111. "The Sky of Days Long Past" (яп. いつか見たあの空を Itsuka Mita Ano Sora o) - 112. "When You Live Life on a Ship" (яп. 船で生きる者 Fune de Ikiru Mono) - 113. "In the Doghouse" (яп. 犬になる Inu ni Naru) |

| - 114. "Glue" (яп. 接着剤 Setchakuzai) - 115. "The Battle of Foresta" (яп. フォレスタの戦い Foresuta no Tatakai) - 116. "The Sky Sweeper" (яп. 空中の掃除人 Kūchū no Sōjinin) - 117. "Shiki vs. Orc" (яп. シキ vs. オーク Shiki vs. Ōku) - 118. "Star Drain" (яп. スタードレイン Sutā Dorein) | - 119. "Homura vs. Mora" (яп. ホムラ vs. モラ) - 120. "Rebecca vs. Britney" (яп. レベッカ vs. ブリトニー Rebekka vs. Buritonī) - 121. "Darling Little Piece of Junk" (яп. 愛しいガラクタちゃん Itoshii Garakuta-chan) - 122. "Titanic Victory" (яп. 勝利の巨人 Shōri no Kyojin) |

| - 123. "The Light of Justice" (яп. 正義の光 Seigi no Hikari) - 124. «Kiss & Die» (яп. Kiss & Die Kisu & Dai) - 125. "Heart of Gravity" (яп. 重心 Jūshin) - 126. "This Doctor, Armed and Dangerous" (яп. その博士､ 狂暴につき Sono Hakase, Kyōbō ni Tsuki) - 127. "The Doomsday System" (яп. 終末システム Shūmatsu Shisutemu) | - 128. "What's Important" (яп. 大切なもの Taisetsu na Mono) - 129. "So We Can Smile Brighter" (яп. たくさん笑う為に Takusan Warau Tame ni) - 130. "Oceans 6" (яп. オーシャンズ6 Ōshanzu 6) - 131. «VR-C» (яп. VR-C Bui Āru Shinku) |

| - 132. "Chrono Witch" (яп. 時の魔女 Toki no Majo) - 133. "Following Ziggy's Path" (яп. ジギーの軌跡 Jigī no Kiseki) - 134. "Judgment Day" (яп. ジャッジメント・デイ Jajjimento Dei) - 135. "Desert Oasis" (яп. 砂漠のオアシス Sabaku no Oashisu) - 136. "Goodwin" (яп. グッドウィン Guddowin) | - 137. "Empire Dice" (яп. 帝国歴程 Enpaia Daisu) - 138. "Prelude to the Aoi War" (яп. 葵大戦の序曲 Aoi Taisen no Jokyoku) - 139. "White Flash" (яп. 白い閃光 Shiroi Senkō) - 140. "Charge!! To Planet Nero 66" (яп. 突入!! 惑星ネロ66 Totsunyū!! Wakusei Nero Roku-jū Roku) |

| - 141. "A World of Ash" (яп. 灰色の世界 Haiiro no Sekai) - 142. "Shiki vs. Shura" (яп. シキ vs. シュラ Shiki vs. Shura) - 143. "You Didn't Do Anything to Deserve This" (яп. おまえたちは悪くねェ Omaetachi wa Warukunee) - 144. "Through the Looking Glass" (яп. 鏡世界 Kagami Sekai) | - 145. "Homura vs. Milani" (яп. ホムラ vs. ミラーニ Homura vs Mirāni) - 146. "Before We Part" (яп. 散りゆく前に Chiriyuku Mae ni) - 147. "Rage, Fear, and Grief" (яп. 怒りと恐怖と悲しみ Ikari to Kyōfu to Kanashimi) - 148. "Eye of Horus" (яп. アイ・オブ・ホルス Ai obu Horusu) - 149. "Lost Power" (яп. 失った力 Ushinatta Chikara) |

| - 150. "Weisz vs. Nasseh" (яп. ワイズVS.ナセ Waizu vs. Nase) - 151. "Handprints" (яп. 手形 Tegata) - 152. "Lost Card" (яп. ロストカード Rosuto Kādo) - 153. "The False Five" (яп. 偽りの5 Itsuwari no Go) - 154. "Skymech Ninjutsu" (яп. 天械流忍術 Tenkai-ryū Ninjutsu) | - 155. "Rutherford's Wind" (яп. ラザフォードの風 Razafōdo no Kaze) - 156. "The Beast Lord" (яп. 獣神 Jūshin) - 157. "The Red String of Destiny" (яп. 運命の赤い糸 Unmei no Akai Ito) - 158. "The Madness of a Man Who Has Never Known Love" (яп. 愛を知らぬ男の狂気 Ai o Shiranu Otoko no Kyōki) |

| - 159. "The Strings of Unbreakable Bonds" (яп. 絆の糸 Kizuna no Ito) - 160. "Scattered in Aoi Cosmos" (яп. 葵の宇宙に散る Aoi no Umi ni Chiru) - 161. "Life Continues to Fade" (яп. さらに命は消えてゆく Sara ni Inochi wa Kiete Yuku) - 162. "Ziggy vs. Nero" (яп. ジギーVS.ネロ Jigī vs. Nero) - 163. "Wormhole" (яп. ワームホール Wāmuhōru) | - 164. "Downpour of the Black Heavens" (яп. 黒い天空が降り注ぐ Kuroi Tenkū ga Furisosogu) - 165. "Crossroads" (яп. 分岐点 Bunkiten) - 166. "I Love You" (яп. 大好き Daisuki) - 167. "Proof in Our Hearts That She Lived" (яп. 生きた証を胸に Ikita Akashi o Mune ni) |

| - 168. "The Sea of Stars" (яп. 星の海 Hoshi no Umi) - 169. "Declaration" (яп. 宣言 Sengen) - 170. "3 years later" (яп. ３ ｙｅａｒｓ ｌａｔｅｒ 三 Yāzu Rētā) - 171. "Wander in Space" (яп. ｗａｎｄｅｒ ｉｎ ｓｐａｃｅ) - 172. "Universe 3" (яп. ユニバース3 Yunibāsu 3) | - 173. "The Feather drop" (яп. 舞い降りる羽 Maioriru Hane) - 174. "Mind Getting Out of the Way?" (яп. そこ どいてくれ Soko, Doitekure) - 175. "The Man, the Captain" (яп. その男､ キャプテン Sono Otoko, Kyaputen) - 176. "The Planet Dahlia" (яп. 惑星ダリア Wakusei Daria) |

| - 177. "Holy Judgement" (яп. 聖なる裁き Seinaru Sabaki) - 178. "Rebecca and Labilia" (яп. レベッカとラビリア Rebekka to Rabiria) - 179. "Deadend Crow" (яп. デッドエンド・クロウ Deddoendo Kurō) - 180. "Operation Planet Eater" (яп. 星咬作戦 Hoshigami Sakusen) - 181. "Prelude to the Kaede War" (яп. 楓大戦の序曲 Kaede Taisen no Jokyoku) | - 182. "Warrior Maid 95" (яп. 戦乙女九五式 Sen'otome Kyūgo-Shiki) - 183. "Le Lendard" (яп. ル・レンダード Ru Rendādo) - 184. "Elsie vs. Ziggy" (яп. エルシーVS.ジギー Erushī vs. Jigī) - 185. "Corroded Arena" (яп. 侵食の闘技場 Shinshoku no Tōgijō) |

| - 186. "The Subdimension Program" (яп. 亜空間プログラム Akūkan Puroguramu) - 187. "Shiki vs. Wizard" (яп. シキｖｓ．ウィザード Shiki vs. Wizādo) - 188. "One Tenth" (яп. 一割 Ichiwari) - 189. "Rebecca vs. Clown" (яп. レベッカVS.クラウン Rebekka vs. Kuraun) - 190. "The Greatest Show from Hell" (яп. 地獄のサーカス Jigoku no Sākasu) | - 191. "Zombie Nurse" (яп. ゾンビナース Zonbi Nāsu) - 192. "Weisz vs. Killer" (яп. ワイズｖｓ．キラー Waizu vs. Kirā) - 193. "A Good Boy" (яп. やさしい子 Yasashii Ko) - 194. "The Ether of All Things" (яп. 万物のエーテル Banbutsu no Ēteru) |

#### Главы не вошедшие в танкобоны
Эти главы еще не опубликованы в формате танкобона.
- 195. "False Story" (яп. 偽りのストーリー Itsuwari no Sutorī)
- 196. "Four Shining Stars Annihilated" (яп. 四煌星全滅 Shikōsei Zenmetsu)
- 197. "Self-Confidence" (яп. 自信 Jishin)
- 198. "Nightmare" (яп. 悪夢 Akumu)

### Аниме
12 июня 2020 года Масима объявил в Twitter, что манга будет адаптирована в виде аниме-сериала. На прямой трансляции Tokyo Game Show 26 сентября 2020 года было объявлено, что аниме будет будет снято студией J.C.Staff, режиссёром выступит Юси Судзуки, а Синдзи Исихара был заявлен в качестве «ведущего режиссёра», Мицутака Хирота — сценариста, Юрика Сако — дизайнером персонажей, композитором — Ёсихиса Хирано. Премьера сериала на Nippon TV и других каналах состоялась 11 апреля 2021 года.
Netflix приобрел права на стриминг сериала, международный выпуск запланирован на осень 2021 года. Премьера Netflix Malaysia запланировано на 26 августа 2021 года.
9 сентября 2021 года умер режиссёр Юдзи Судзуки, ещё до завершения трансляции сериала.
3 октября 2021 года, в последней 25 серии, было анонсировано продолжение сериала. 9 февраля 2022 года на официальном Twitter акаунте было объявлено, что сериал выходит во второй сезон.

#### Музыка
| № | Серии | Начальная тема           | Исполнитель       | Финальная тема                      | Исполнитель           |
| - | ----- | ------------------------ | ----------------- | ----------------------------------- | --------------------- |
| 1 | 1—12  | «Eden Through the Rough» | Таканори Нисикава | «Bken no Vlog» (яп. 冒険の VLOG)    | CHiCO with HoneyWorks |
| 2 | 13—25 | «Forever»                | L’Arc~en~Ciel     | «Sekai no Himitsu» (яп. 世界の秘密) | Саюри                 |

#### Список серий
| 1 | 'В небо, где летают лепестки вишни// Into the Sky Where Cherry Blossoms Flutter' «Sakura Mau Sora ni» (桜舞うソラに)                      | 1—2          | Кацуси Сакураби            | Мицутака Хирота | 11 апреля 2021   |
| Человеческий ребенок по имени Сики воспитан механическим Королем демонов Зигги в Королевстве Гранбелл, в заброшенном столетнем парке развлечений, управляемым роботами. Спустя годы Ребекка Блугарден и Хэппи посещают парк, чтобы записать видео для своего онлайн-канала, в "Б-кубе", "Aoneko Channel". Следуя инструкциям умершего Зигги, чтобы завести много друзей, Сики достаёт Ребекку непредсказуемыми попытками, и она сближается с ним, когда становится свидетелем его дружбы с роботами. На следующее утро роботы становятся агрессивными по отношению к Сики и Ребекке, по-видимому, из-за влияния вируса, восстают против людей. Сики использует свою сверхчеловеческую гравитационную способность эфирного механизма, чтобы победить робота-кастеляна, возглавляющего восстание. Принимая дружбу с Сики, Ребекка и Хэппи помогают ему сбежать в открытый космос на своем корабле «Aqua Wing», выдавая что они с другой планеты. Вскоре после этого роботы ломаются от старости, инсценировав своё заражение, чтобы спасти Сики от застревания на своей планете; не подозревая об этом, Сики прощает роботов и клянется подружиться со 100 людьми во вселенной. За его уходом наблюдает женская сущность по имени "Мать", которая размышляет о его будущем.                                                           | |              |                            |                 |                  |
| 2 | 'Девочка и её синий кот// The Girl and the Blue Cat' «Shōjo to Ao Neko» (少女と青猫)                                                      | 2—3          | Ёсиро Мори                 | Мицутака Хирота | 18 апреля 2021   |
| Ребекка и Хэппи отвозят Сики на планету "Синий сад" (Blue Garden), чтобы зарегистрировать его в гильдии искателей приключений "Падающий Звездный свет" (Shooting Starlight). Вскоре по прибытии Сики подвергается насмешками со стороны членов гильдии за то, что он лично узнал голограмму "Матери", которую они считают мифологической богиней. После того, как Ребекка в смущении выводит Сики на улицу, Хэппи схвачен членом уличной банды. Сики и Ребекка преследуют их. Флешбэк: "Осиротевшая Ребекка подружилась с Хэппи, обнаружив его брошенным в переулке, когда они жили счастливо вместе, пока Хэппи не был смертельно ранен в дорожной аварии". Хэппи воссоединяется с Ребеккой и превращается в пару бластеров, которые она использует, чтобы победить банду, говоря, что ему дали механическое тело, чтобы выжить после аварии. Тем временем космический пират Элси Кримсон узнает о прибытии Сики в "Голубой сад" и в погоне за ним берет курс на планету. | |              |                            |                 |                  |
| 3 | 'Искатели приключений// Adventurers' «Bōkensha-tachi» (冒険者たち)                                                                        | 3—4          | Цунэо Томинага             | Мицутака Хирота | 25 апреля 2021   |
| Сики возвращается в «Падающий звездный свет» (Shooting Starlight), чтобы завершить регистрацию, но большинство членов гильдии продолжают над ним насмехаться; Точно так же обращается с Ребеккой и её товарищ по гильдии Лабилия Кристи, более популярная соперница Б-Кубер, которой Сики угрожает за то, что она дразнит любительский контент Ребекки. Разочаровавшись в гильдии, Сики предлагает Ребекке и Хэппи, втроем отправиться в собственное приключение, поиски "Матери", полагая, что записи свидетельств её существования помогут наладить канал пары. Трое отправляются на планету "Норма", чтобы получить космический корабль у профессора Вайса Штайнера, благодетеля Ребекки и Хэппи, который построил тело Хэппи; Элси не следует за ними, считая "Норму" - мертвой планетой. После аварийной посадки на "Норме" и прибытия в дом Вайса, их держит под прицелом незнакомец, который представляется именем профессора. Спустя 20 000 лет, два астронавта, исследующие бесплодный мир, обнаруживают пару человеческих останков вместе с записывающим устройством Ребекки, на котором написано «Edens Zero». | |              |                            |                 |                  |
| 4 | 'Мужчина по имени Вайс// A Man Named Weisz' «Waizu to Iu Otoko» (ワイズという男)                                                          | 5—6—7        | Кадзума Сато               | Мицутака Хирота | 2 мая 2021       |
| Незнакомец убегает с портфелем, который он украл у Сибири, из банды которого он дезертировал. Из новостной трансляции об основании «Падающего звездного света» (Shooting Starlight), группа делает вывод, что они попали на пятьдесят лет назад во времени, в X442 год, и что незнакомец является молодым Вайсом. Столкнувшись с Сибирью, который принял их за союзников Вайса, группа прячется в баре, чтобы не изменить прошлое, но они сталкиваются с Вайсом и вынуждены объяснить ему обстоятельства. Сики случайно открывает украденный портфель и обнаруживает внутри маленького одноногого андроида по имени Э.М.Пино, который обладает электромагнитным импульсом, который выводит из строя механизмы и эфирное снаряжение. Страдая от беспамятства, Пино идентифицирует Сибирь как своего нового хозяина и со страхом возвращается к нему; она оставляет Б-куб с записью, как Сибирь жестоко оторвал ей ногу и стер её память о своем настоящем хозяине. Обнаружив журнал технического обслуживания, в котором указано, X492 год, что означает, что Пино пришла из будущего. Группа понимает, что история уже изменилась, и решают спасти её. | |              |                            |                 |                  |
| 5 | 'Семья Сибир// Clash!! The Sibir Family' «Gekitotsu!! Shibiru Famirī» (激突!! シビルファミリー)                                           | 7—8—9—10     | Кацуси Сакураби            | Мицутака Хирота | 9 мая 2021       |
| Вайс следует за Пино на базу Сибири и спасает её от банды. После того, как Сики прибывает со своей группой и побеждает большинство членов банды, Вайс угоняет их мотоцикл и сбегает с Пино, случайно забрав с собой Хэппи. Сибирь, давит Сики гидравлическим прессом, прежде чем начать преследовать Вайса с его мехом Рыцарского снаряжения, оставляя Ребекку беззащитной перед братьями Фут, оставшимися приспешниками Сибири. Сики выживает провалившись в подвал, где находит умирающего робота, похожего на Майкла, своего лучшего друга из Гранбелла. Не в силах отремонтировать робота, которых оказывается бесчисленное количество, были уничтожены Сибирью. Сики впадает в ярость, и начинает преследовать Сибирь, и побеждает его и братьев Фут. Птица-фамильяр Сибири активирует механизм самоуничтожения рыцарского снаряжения, чтобы убить Сики, но Пино, вдохновленный его состраданием к машинам, отключает мех и спасает его. Когда Вайс выводит Сибирь из строя, Пино с благодарностью подтверждает свою дружбу с Сики. Тем временем Элси приближается к Норме, её корабль теперь покрыт органическими наростами. | |              |                            |                 |                  |
| 6 | 'Костяная фея// The Skull Fairy' «Sukaru Fearī-gō» (スカルフェアリー号)                                                                   | 10—11—12     | Цунэо Томинага             | Мицутака Хирота | 16 мая 2021      |
| Группа Сики готовясь покинуть Норму, берут с собой Пино, намереваясь восстановить её память и узнать, как вернуться в настоящее. Вайс проникает на борт "Аква Винга" (Aqua Wing, букв. Аква Крыло), чтобы скрыться от полиции, которая преследует корабль. Поскольку планета окружена энергетическим полем, Вайс использует свое эфирное снаряжение "Машина Мейнер" (Machina Maker, букв. Производитель машин), и модернизирует "Аква Винг", чтобы обойти поле и выйти в открытый космос. С группой связывается старый Вайс, который объясняет, что они не путешествовали в прошлое, но что сама "Норма" была возвращена в более раннее состояние Хронофагом, монстром, потребляющим время планет; он также показывает, что молодой Вайс является его альтернативной версией. Элси перехватывает "Аква Винг", и доставляет его на борт своего корабля, "Скулл Феари" (Skull Fairy, букв. Череп Феи), где она заявляет о своем намерении продать их в рабство. Сики, решив, что "Скулл Феари" идеальна для путешествия, бросает вызов Элси, сразиться за право собственности на судно, которое кишит зомби-инопланетными паразитами, имитирующими человеческие формы. Достигнув корабельного мостика, Сики с удивлением обнаруживает Элси с черепом.                                                                                 | |              |                            |                 |                  |
| 7 | 'Линкор короля демонов// Warship of the Demon King' «Maō Senkan» (魔王戦艦)                                                               | 13—14—15     | Ёсиро Мори                 | Мицутака Хирота | 23 мая 2021      |
| Сики борется с Элси, но после того, как она насмехается над его решимостью найти Мать, Сики принимает новую мощную форму и побеждает её. Затем «Элси» превращается в маленькое инопланетное существо, выясняется, что это был один из паразитов, имитирующих форму Элси. Настоящая Элси поздравляет Сики из ближайшего флота и награждает его за победу, отдав ему корабль, говоря, что это корабль Зигги. Вовлеченная в космическое сражение с армией Межзвездного союза, Элси прикрывает группу Сики, поскольку Вайс бездумно активирует варп-двигатель корабля и отправляет их к "Синему саду". Пока группа чистит и исследует корабль - Ребекка обнаруживает ванну, наделяющую её способностями, подобными эфирному снаряжению; Сики активирует построенный Зигги андроид по имени "Ведьма сожаления", которая возвращает корабль в его истинную форму, военный корабль "Edens Zero". | |              |                            |                 |                  |
| 8 | 'На дороге воет ветер// Wind Howls on the Highway' «Kaze no Naku Haiwei» (風の鳴くハイウェイ)                                             | 15—16—17—18  | Кадзума Сато               | Мицутака Хирота | 30 мая 2021      |
| Ведьма советует группе Сики восстановить истинную силу "Edens Zero", собрав "Четыре Сияющие Звезды" Короля Демонов, её расформированную группу товарищей-андроидов, иначе им будет трудно пересечь "Падение дракона" (Дрэгонфол), драконий рой, граничащий с Космосом Сакуры. Группа посещает "Падающий звездный свет" (Шотин Старлайт), чтобы найти информацию о "сестре Иври", одной из трех пропавших без вести андроидов. Вайс покидает группу, а Ребекку и Хэппи вызывают на встречу с мастером гильдии, Сики и Пино натыкаются на Лабилию, когда её чуть не похитил Джинн, киборг и пользователь Эфирного снаряжения ветра, который работает на "Сестру". Сики и Джинн сражаются друг с другом в городе, однако Джинн получает приказ отступить, и он приглашает Сики продолжить битву на планете "Гилст". Появляется поврежденный Хэппи, и сообщает Сики, что Ребекка и глава гильдии попали в засаду и пропали без вести, после чего в новостях сообщается о серии похищений Б-Куберов. Понимая, что в этом замешан Джинн, группа Сики возвращается на "Edens Zero", чтобы последовать за ним. Их разговор подслушивает девушка, которая знакома с кораблем. | |              |                            |                 |                  |
| 9 | 'Планета Гилст// Planet Guilst' «Wakusei Girusuto» (惑星ギルスト)                                                                         | 18—19—20     | Киёси Мураяма              | Мицутака Хирота | 6 июня 2021      |
| Банда наемников Джинна, из Родж аута, доставляет Ребекку и других захваченных Б-Куберов на Гилст, к их покровителю Иллеге, который заключает девушек в тюрьму и растворяет их одежду специальным растворителем, намереваясь добавить их в свою коллекцию окаменевших женщин. Пока команда «Edens Zero» готовится к "скачку" к Гилсту, Вайс возвращается к ним в компании девушки в кимоно, Хомуры Когетсу, которую он встретил в "Падающем звездном свете" и пригласил на борт в обмен на "неизвестную договоренность"; Хомура предлагает помочь команде спасти Ребекку. Ведьма узнает Эфирное снаряжение которым обладает Хомура. Прибыв в штаб-квартиру Родж Аута, Сики и его группа встречают лидера банды, которая представляется как "Сестра". | |              |                            |                 |                  |
| 10 | 'Большой голый побег// The Great Naked Escape' «Hadaka no Dasshutsu Sakusen» (裸の脱出作戦)                                               | 21—22—23     | Ёсиаки Ивасаки             | Мицутака Хирота | 13 июня 2021     |
| Ведьма замечает, что внешность Сестры отличается от того, что она помнит. Хомура использует свое эфирное снаряжение «Клинок души», чтобы победить солдат-андроидов Сестры, позволяя Сики и Пино укрыться под кораблем Сестры, когда она приземляется на башню Иллеги. Вайс настороженно относится к силе Хомуры и требует от неё признания своих истинных намерений, используя батарею турелей, чтобы создать угрозу атакующему Моско. Б-Куберы догадываются, что растворяющая одежду пена также влияет на стекло, и они образуют человеческую пирамиду, чтобы Ребекка могла сбежать через окно их камеры. Иллега загоняет Ребекку в угол, но Сики находит их и яростно атакует Иллегу, пока Пино не успокаивает Сики, деактивируя его Эфирное снаряжение с помощью ЭМИ, что также открывает камеру Б-Куберов. Джинн находит Сики, который отбивается от него, пока Пино уводит Б-Куберов в безопасное место. На борту «Edens Zero» Ведьма обнаруживает приближающегося к Гилсту — Хронофага. | |              |                            |                 |                  |
| 11 | 'Сестра Иври//Sister Ivry' «Shisutā Ivurii» (シスター・イヴリィ)                                                                          | 24—25—26     | Ёсиро Мори                 | Мэгуми Сасано   | 20 июня 2021     |
| Сики сражается с Джинном, пока не появятся Сестра и Ганофф, и Сики бросает вызов всем троим сразу. Вайс и Хомура входят в подвал убежища "Rogue Out", где находят настоящую сестру Иври из "Четырех Сияющих Звезд", которую держали в тюрьме в течение десяти лет, чтобы украсть её исцеляющие силы. Сестра побеждает самозванку и оживляет окаменевшие жертвы Иллеги. Сестра присоединяется к Сики.Самозванку убивает Джинн, который обвиняет её в ложном обещании спасти его младшую сестру Клини. Ребекка ищет Б-Кубера Копу, которая отстала во время их побега. Иллега использует Копу в качестве заложника, чтобы заставить Ребекку сдаться, но Ребекка выводит обезвреживает его бластером, когда он отвлекается на новости о приближении Хронофага. Ребекка собирает Б-Куберов, чтобы эвакуироваться с другими, пока она ждет Сики. До прибытия Хронофага остаётся десять минут... | |              |                            |                 |                  |
| 12 | 'Новые друзья// New Friends' «Arata na Nakama-tachi» (新たな仲間たち)                                                                     | 27—28—29, 31 | Хироаки Такаги             | Мицутака Хирота | 27 июня 2021     |
| Приближение Хронофага заставляет гигантское дерево Гилста, Мехдрасиль, зарастать и разрушать город, что не позволяет «Edens Zero» приземлиться. После спасения Ребекки и Пино, Сики использует свою гравитацию, чтобы сбросить свою группу прямо на корабль и сбежать до того, как Хронофаг поглощает 1200 лет времени Гилста, убив неисчислимое количество людей, вернув планету в естественный рай; Драккен Джо, зачинщик преступного элемента Гилста, один тех, кто сбежал. Во время обсуждения командой о местонахождении других "Сияющих Звезд", выясняется что Хомура ученица "Сияющей Звезды" "Валькирии" Юны, которую она искала с момента исчезновения её исчезновения, пять лет назад. Экипаж принимает Хомуру и Вайса в качестве членов, а также отремонтированного Моско, который был миньоном Сестры, но был перепрограммирован, чтобы подчиняться её самозванцу. Когда Хомура знакомится с кораблем, Ребекка узнает, что другие Б-Куберы продвигали её канал из благодарности, радуя её, несмотря на поток отрицательных отзывов. Продолжая поиски, команда направляется к монументу "Железный холм", вращающемуся вокруг "Голубого сада", где обнаруживают ещё одну из "Четырех сияющих звезд", "Отшельницу" Мио. | |              |                            |                 |                  |
| 13 | 'Супервиртуальная планета//The Super Virtual Planet' «Chōkasō Wakusei» (超仮想惑星)                                                       | 30—31—32     | Кацуси Сакураби            | Мицутака Хирота | 4 июля 2021      |
| Команда «Edens Zero» узнает, что "Отшельница" находится в кататоническом состоянии, вызванном психологической травмой. Вдохновленная предложением Сики войти в её тело, чтобы восстановить «сердце», "Ведьма" определяет, что разум "Отшельницы" уединен на планете Дигиталис, виртуальном пространстве и сервере для многопользовательской сетевой ролевой игры "Родж Фантазия". Сики и его команда входят в игру, загружая свое сознание в цифровые аватары, предупрежденные "Ведьмой", что любые травмы и смерть, которые они получают в виртуальном мире, повлияют на их физические тела. Опрашивая разумных неигровых персонажей (NPC), команда узнает от босса события, что "Отшельница" живет в изоляции недалеко от города Криста, который подвергся нападению со стороны игрока-убийцы Джамилова, соратника Драккена Джо. Они прибывают в город, чтобы найти его NPC и игроков, убитых Джамиловым, который хвастается своей способностью не быть забаненным за это в игре. "Отшельница" с грустью размышляет о своих чувствах к людям, которым, по её мнению, не хватает сердец. | |              |                            |                 |                  |
| 14 | 'Девочка на холме//The Girl on the Hill' «Oka no Ue no Shōjo» (丘の上の少女)                                                              | 33—34—35—36  | Киётака Охата              | Мэгуми Сасано   | 11 июля 2021     |
| Сики нападает на Джамилова, чтобы отомстить за жертв резни. После непродолжительной схватки, Джамилов выходит из системы, чтобы подготовиться к встрече с Драккеном. Команда находит "Отшельницу", и просят её присоединиться к ним, но она отказывается заявляя, что она презирает людей. Команда возвращается в город, который подвергается нападению вражеских монстров, перепрограммированных Джамиловым, а группа летающих монстров направилась к "Отшельнице". Сики спасает "Отшельницу" от монстров, пока остальные защищают выживших NPC с помощью босса события, который жертвует собой, чтобы защитить город. Хомура находит Джамилова в западном лесу, и заявляет, что она работает под прикрытием в команде Edens Zero вместе с Джесси, одним из товарищей по команде Элси, и вступает на сторону Джамилова, услышав, что он работает с Драккеном Джо. Джамилов появляется в городе, и приказывает армии монстров убить Сики, а Хомура наставляет арбалет на Сики. | |              |                            |                 |                  |
| 15 | 'Великий кайдзю Сики//Great Kaiju Shiki' «Daikaijū Shiki» (大怪獣シキ)                                                                    | 36—37—38—39  | Ёсиро Мори                 | Мицутака Хирота | 18 июля 2021     |
| Предательница Хомура оказывается Амирой, шпионкой из GIA (Galactic Intelligence Agency, букв. Агентство Галактической Разведки), которая ведёт расследование Драккена, и бежит, не сумев убить настоящую Хомуру. Сики по-прежнему не может причинить вред Джамилову, который использует читы. "Отшельница" неохотно помогает Сики, выполняя свои собственные читы, чтобы противодействовать Джамилову, используя учетную запись Вайса, чтобы избежать бана. Разочарованный, Джамилов вводит компьютерный код, который начинает удалять игровой мир и его персонажей, но после того, как Сики одолевает его с помощью своих собственных способностей, "Отшельница" входит в учетную запись Джамилова и отменяет код, прежде чем его банят. Хермит неохотно выходит из игры вместе с остальной частью команды Сики, но все равно отказывается навсегда присоединиться к команде, и изолируется на фабрике по производству одежды "Edens Zero". Паук, реальная личностью Джамилова, взламывает компьютерные системы корабля, и получает полный контроль над кораблем. | |              |                            |                 |                  |
| 16 | 'Фейерверки//Fireworks' «Hanabi» (花火)                                                                                                   | 39—40—41     | Кадзума Сато               | Мицутака Хирота | 25 июля 2021     |
| Паук начинает уничтожать «Edens Zero» изнутри и, только Отшельница способна восстановить системы безопасности корабля. Однако Отшельница запирается на фабрике одежды и отказывается нормализовать систему, и желает, чтобы команда эвакуировалась без неё, размышляя о событиях, которые отдалили её от людей пятнадцать лет назад. В воспоминаниях о планете Ньютон Отшельник пытается подружиться с человеком, доктором Мюллером и его исследовательской группой, которым она помогает в разработке машины, обеспечивающей энергией умирающих роботов на соседней планете Хук. К её ужасу, энергия машины уничтожает Хук вместе с её коллегами-роботами, находящимися там, в то время как Мюллер и другие празднуют, показывая, что они спланировали катастрофу как акт презрения к роботам. Мюллер проводит мучительные эксперименты над Отшельницей в течение следующих двух лет, пока он и его команда не были арестованы, оставив эмоционально сломленную Отшельницу, чтобы дистанцироваться от всех человеческих контактов. Сики и его команда отказываются бросать Отшельницу, что приводит её к пониманию, что она все ещё желает дружбы с людьми, несмотря на её недоверие к ним. Воодушевленная Сики, Отшельница решает стать их другом и спасает корабль, одолевая Паука и возвращая себе жизнерадостность в процессе. | |              |                            |                 |                  |
| 17 | 'Храм знаний//The Temple of Knowledge' «Chishiki no Kyūden» (知識の宮殿)                                                                  | 42—43—44—45  | Ёсиюки Ногами              | Мэгуми Сасано   | 1 августа 2021   |
| Паук, чтобы отомстить команде «Edens Zero», пребывает к Драккену Джо, который казнит его за некомпетентность. Заинтересовавшись «Edens Zero» как средством восстановления своего богатства из-за разрушения Гилста, Драккен связывается с Ноем Гленфилдом, гильдмастером "Падающего звездного Света", чтобы получить информацию о корабле. Экипаж «Edens Zero», подозревает что Ной связан с событиями на Гилсте, и решает проконсультироваться со всеведущей гадалкой Сяомэй на планете Милдиан о местонахождении Валькирии. Во время полёта команда переодевается на фабрике одежды. Сяомэй, желая получить плату за свои знания, отправляет группу Сики в боевой колизей в её храме. | |              |                            |                 |                  |
| 18 | 'Слова дадут тебе силу//Words Will Give You Strength' «Kotoba wa Tsuyosa o Ataeru» (言葉は強さを与える)                                   | 45—46—47—48  | Цунэо Томинага             | Мицутака Хирота | 8 августа 2021   |
| Сяомэй бросает вызов команде «Edens Zero» на серию дуэлей, чтобы удовлетворить свою жажду наблюдать за сражениями, поскольку она ограничила свои силы, чтобы не предвидеть их исход. Сики побеждает первого противника, металлического воина, одним ударом, Сяомэй выбирает каждого из своих друзей для участия в оставшихся битвах: Ребекка выигрывает второй матч против Б-Кубера, который использует пуленепробиваемое силовое поле, которое она легко обходит обычным ударом; в третьем матче Вайс использует лазейку в правилах, чтобы использовать Пино против своего противника, пользователя Эфирного снаряжения со сверхчеловеческой скоростью. В финальном матче Хомура противостоит точной копии Валькирии, которую она побеждает после борьбы и обнаруживает, что на самом деле это тренировочный робот, запрограммированный Сяомэй для выполнения этой роли. Удовлетворенная, Сяомэй показывает, что настоящая Валькирия находится на планете Солнечный Камень (Сан Джеуэл), и предупреждает экипаж о будущих столкновениях с другими, кто ищет Мать. | |              |                            |                 |                  |
| 19 | 'С планеты вечности//From the Planet of Eternity' «Eiei Mukyū no Hoshi yori» (永永無窮の星より)                                           | 48—49—50—51  | Ёсиаки Ивасаки             | Мицутака Хирота | 15 августа 2021  |
| Экипаж ожидает трехдневное путешествие к "Солнечному Камню" (Сан Джеуэл) из-за опасного поля обломков вблизи планеты. Они спасают капитана потерпевшего кораблекрушение космического корабля по имени Коннор, которого находят дрейфующим среди косяка космических рыб из космоса Аои. Несмотря на то, что Сики настаивал на том, чтобы он оставался на «Edens Zero» пока они не доберутся до "Солнечного камня", экипаж быстро возненавидел его плохих манер и навязчивого поведения. Однако, когда они застают Коннора, пилотирующего корабль без разрешения, поражаются, обнаружив, что он уже привёл их к "Солнечному Камню" через поле обломков в течение первого дня; ему неохотно разрешают остаться на борту, скрывая, что его первоначальное название корабля - «Edens One». На "Солнечном Камне", Сики и Хомура срывают ограбление казино, которое приводит к тому, что грабители публично казнены правителем планеты, мадам Курэнай, установленным на спутник лазером под названием "Сателлит Блаз" (Satellite Blaze). Сики и Хомура также заклеймены как преступники роботами-эмиссарами, мадам Куренай, за то, что они применили насилие против грабителей, которые стреляют в них тем же лазером. | |              |                            |                 |                  |
| 20 | 'Камни//Stones' «Sutōnzu» (鉱石生命体) | 51—52—53     | Ёсиро Мори                 | Мэгуми Сасано   | 29 августа 2021  |
| Сики и Хомуру перевозят в трудовой район Сан Джуэл, где бедняков приговаривают добывать драгоценные металлы из чудовищных существ, называемых Камнями. Где они вступают в конфликт с надзирателем Гарротом, одним из охранников мадам Куренай, который забирает Хомуру. В то время как другие рабочие слишком запуганы, чтобы бросить вызов Гарроту, Сики игнорирует его угрозы возмездия и противостоит ему. Лабилия обращается к Ребекке с предложением отвести её в трудовой район в обмен на совместное видео. Однако выясняется, что видео является злонамеренной шуткой над Ребеккой, и Лабилия отказывается от своего обещания после того, как унизила её. Ребекка завоёвывает симпатию Нино, парня Б-Кубера, который предлагает отвезти её в трудовой район. | |              |                            |                 |                  |
| 21 | 'Перезагрузка//Reset' «Risetto» (リセット)                                                                                                | 54—55—56     | Киёси Мураяма              | Мицутака Хирота | 5 сентября 2021  |
| Нино раскрывается Ребекке как агент мадам Куренай, которая, как он объясняет, проявила интерес к «Edens Zero» и послала его захватить группу Ребекки. Получив разрешение Нино на въезд в трудовой округ, группа Ребекки встречает ученика Валькирии по имени Пол, который обладает Б-Кубом это подробно объясняет причины присутствия Валькирии на "Солнечном Камне", но не решается передать их Хомуре. Сики и Хомура узнают от Гаррота, что Валькирия известна в трудовом районе, но он отказывается уточнять и переносит их в логово "Черной Скалы", практически неразрушимого Камня. Под руководством Пола группа Ребекки воссоединяется с Сики и Хомурой и помогает им победить "Черную Скалу", который выполняет квоту металлов, отображаемую на их рабских ошейниках, только для того, чтобы их квоты были немедленно сброшены. Убежденный в решимости Хомуры, Пол использует свое Эфирное снаряжение, основанное на воровстве, чтобы снять ошейники и дать Б-Куб к ней. Куренай, узнавшая о восстании последователей Валькирии, решает использовать свой спутник для уничтожения трудового округа. | |              |                            |                 |                  |
| 22 | 'Моя мать — машина//My Mother, the Machine' «Kikai no Haha» (機械の母)                                                                    | 57—58—59     | Кадзума Сато               | Мицутака Хирота | 12 сентября 2021 |
| Воспоминания, произошедших десять лет назад: Валькирия воспитывает осиротевшую Хомуру на планете Эдо, жители которой не одобряют машины и некровных родственников. Через пять лет обучения Хомуры, после того как Хомуру осудили за нападение на сына местного чиновника, защищая Валькирию, Валькирия убеждает себя найти биологическую мать Хомуры, Куренай, которая оставила свою дочь, чтобы заработать денег. Ведомая Сяомэй, Валькирия освобождает Куренай из рабства в трудовом районе Сан Джуэл и занимает её место, чтобы Куренай смогла воссоединиться с Хомурой. Два года спустя Валькирия с ужасом узнает, что Куренай осталась на Сан Джуэл и сменила предыдущего правителя планеты, чтобы предаться своей одержимости богатством и властью. Когда Куренай провоцирует орду Камней напасть на округ, Валькирия в одиночку убивает монстров, чтобы защитить других рабочих, но погибает. Узнав об этих событиях из Б-Куба Пола, Хомура находит останки своего учителя и опустошена, когда Пино подтверждает, что Валькирия не подлежит восстановлению. Сики утешает Хомуру и оставляет её горевать, пока он противостоит Куренай, решив исполнить последнее желание Валькирии и позволить Хомуре определить судьбу её матери.                                                                                           | |              |                            |                 |                  |
| 23 | 'До тех пор, пока это не превратится в силу//Until the Day It Turns to Strength' «Itsuka Tsuyosa ni Kawaru Made» (いつか強さに変わるまで) | 60—61—62     | Юси Судзуки, Юсукэ Онода   | Мэгуми Сасано   | 19 сентября 2021 |
| Драккен взламывает лазер и готовится захватить «Edens Zero». Куренай посылает Гаррота, Нино и Баку, чтобы положить конец восстанию в трудовом районе, пока она сражается с Сики. Ребекка помогает рабочим в бою, чтобы защитить Хомуру, которая остаётся в ступоре узнав о смерти Валькирии. Баку атакует район, но ему противостоит Вайс, облачённый в механический костюм под названием "Арсенал", который он модифицирует своим эфирным Снаряжением. Вайс побеждает Баку, прежде чем истощить энергию костюма. | |              |                            |                 |                  |
| 24 | 'Передача эстафеты//Taking Up the Torch' «Ishi o Tsugu Mono» (意志を継ぐ者)                                                               | 63—64—65     | Юси Судзуки                | Мэгуми Сасано   | 26 сентября 2021 |
| Сики использует свои силы неортодоксальными способами, чтобы нанести урон драгуну Куренай, направив их сражение в трудовой район. Ребекка вынуждена сражаться с Нино, когда он ловит её группу. Когда Нино побеждает Ребекку, она вспоминает несколько битв на Сан Джоуел и Милдиан, которые помогают ей разработать свою собственную Эфирную экипировку. Сила Ребекки перематывает время к моменту перед её поражением, позволяя ей подчинить и преобразовать Нино; она называет свою Эфирную передачу "Прыжком" в честь своей недавно увеличенной скорости, не подозревая о своей истинной силе. Хомура замечает окружающее сражение и пытается присоединиться, но парализуется из-за замедленного эффекта хлыста Гаррота. Хомура использует свою окончательную технику Эфирного Снаряжения, чтобы подбросить меч Валькирии в воздух, пронзив Гаррота сверху после того, как он отразил её атаку. Она воссоединяется с группой Ребекки, благодаря своих друзей за то, что они помогли ей преодолеть её горе. | |              |                            |                 |                  |
| 25 | 'Полюбить кого-то//Someone to Love' «Aisuru Mono» (愛する者)                                                                              | 66—67—68     | Юси Судзуки, Ёсиюки Ногами | Мицутака Хирота | 3 октября 2021   |
| Сики одолевает драгуна Куренай, и пленит Куренай. Нино деактивирует армию роботов Куренай, Сики и Пол предоставляют Хомуре судить Куренай. Куренай притворяется, что сочувствует Хомуре, чтобы получить её прощение, но когда Хомура проверяет её честность, показывая ей куклу, которую Куренай когда-то подарила ей в знак любви, Куренай не узнает её. Понимая незаинтересованность Куренай в ней, Хомура признает Валькирию своей матерью и изгоняет Куренай, на которую нападает человек, ранее изуродованный ею. Команда Сики оставляет Валькирию на Сан Джуэл, и возвращается на «Edens Zero». Ведьма и Сестра спорят о тщетности воссоздания Валькирии, а Сики убеждает команду смириться с её смертью. Согласившись с Сики, Хомура предлагает занять место Валькирии в Четырех Сияющих Звёздах. Андроиды приветствуют Хомуру и оплакивают Валькирию, прежде чем продолжить свое путешествие, преследуемые Драккеном. | |              |                            |                 |                  |

| Второй сезон (2023) | Второй сезон (2023)                                                                                              | Второй сезон (2023) | Второй сезон (2023)               | Второй сезон (2023) | Второй сезон (2023) |
| № серии             | Название | Главы манги         | Режиссёр                          | Сценарист           | Премьера            |
| ------------------- | --- | ------------------- | --------------------------------- | ------------------- | ------------------- |
| 1                   | 'Красный Белиал // Belial Gore' «Beriaru Goa» (ベリアル・ゴア)                                                   | 69-70-71            | Ёсиюки Ногами                     | Мицутака Хирота     | 2 апреля 2023       |
| 2                   | 'Четвёртый элемент // Element 4' «Eremento Fō» (エレメント4)                                                     | 71-72-73            | Hidehiko Kadota                   | Мицутака Хирота     | 9 апреля 2023       |
| 3                   | 'Ветра космоса Сакуры // A Wind Blows Through the Sakura Cosmos' «Sakura Kosumosu ni Fuku Kaze» (桜宇宙に吹く風) | 74-75-76            | Тосинори Ватанаби                 | Мицутака Хирота     | 16 апреля 2023      |
| 4                   | 'Номер 29 // No. 29' «Nijūkyū-gō» (29号)                                                                         | 77-78-79-80         | Yoshiyuki Kumeda, Kōichirō Kuroda | Мэгуми Сасано       | 23 апреля 2023      |
| 5                   | 'Интерцессия // Intercession' «Chūsai» (仲裁)                                                                    | 80-81-82-83         | Shigeru Ueda                      | Мицутака Хирота     | 30 апреля 2023      |
| 6                   | 'Наше будущее // Our Future' «Ore-tachi no Mirai» (オレたちの未来)                                               | 84-85-86            | Ёсиюки Ногами                     | Мицутака Хирота     | 7 мая 2023          |
| 7                   | 'Битва четыре на четыре // 4 vs 4' (4 VS. 4)                                                                     | 87-88-89            | Hidehiko Kadota                   | Мэгуми Сасано       | 14 мая 2023         |
| 8                   | 'Меч Эдема // The Sword of Edens' «Edenzu no Tsurugi» (エデンズの剣)                                             | 90-91-92            | Ёсихиро Мори                      | Мицутака Хирота     | 21 мая 2023         |
| 9                   | 'Шики против Дракена // Shiki vs. Drakken' «Shiki bāsasu Dorakken» (シキ vs ドラッケン)                          | 93-94-95            | Yoshiyuki Kumeda, Kōichirō Kuroda | Мицутака Хирота     | 28 мая 2023         |
| 10                  | 'Пришествие Повелителя демонов // Advent of the Demon King' «Maō Kōrin» (魔王降臨)                               | 96-97-98            | Тосинори Ватанаби                 | Мэгуми Сасано       | 4 июня 2023         |
| 11                  | 'Первый Эдем // Edens One'                                                                                       | 99-100-101          | Yūsuke Onada                      | Мицутака Хирота     | 11 июня 2023        |
| 12                  | 'Столкновение // Clash of the Cosmos' «Gekitō no Sora» (激闘の宇宙)                                              | 101-102-103         | Ёсиюки Ногами, Момо Шимизу        | Мицутака Хирота     | 18 июня 2023        |
| 13                  | 'Космическая пиратка // The Woman They Called Pirate' «Kaizoku to Yobare Onna» (海賊と呼ばれ女)                  | 103-104-105-106     | Ёсихиро Мори                      | Мицутака Хирота     | 25 июня 2023        |
| 14                  | 'Моя возлюбленная Надия // Nadia, Love of My Life' «Waga Saiai no Nadia» (我が最愛のナディア)                    | 106-107-108         | Ёсихиро Мори                      | Мицутака Хирота     | 2 июля 2023         |
| 15                  | 'Машина и любовь // A Robot in Love' «Koisuru Kikai» (恋する機械)                                                | 109-110-111         | Тосинори Ватанаби                 | Мэгуми Сасано       | 9 июля 2023         |
| 16                  | 'Как в собачьей будке // In the Doghouse' «Inu ni Naru» (犬になる)                                               | 112-113-114         | Yūsuke Onoda                      | Мицутака Хирота     | 16 июля 2023        |
| 17                  | 'Битва за Форесту // The Battle of Foresta' «Foresuta no Tatakai» (フォレスタの戦い)                             | 114-115-116-117     | Ёсиюки Ногами, Момо Шимизу        | Мицутака Хирота     | 23 июля 2023        |
| 18                  | 'Эфирное поглощение // Star Drain' «Sutā Dorein» (スタードレイン)                                                | 117-118-119-120     | Ёсихиро Мори                      | Мэгуми Сасано       | 30 июля 2023        |
| 19                  | 'Дорогой сердцу мусор // Darling Little Piece of Junk' «Itoshii Garakuta-chan» (愛しいガラクタちゃん)            | 120-121-122         | Shigeru Ueda                      | Мицутака Хирота     | 6 августа 2023      |
| 20                  | 'Поцелуй и умри // Kiss & Die' «Kisu & Dai» (Kiss & Die)                                                         | 123-124-125         | Тосинори Ватанаби                 | Мэгуми Сасано       | 13 августа 2023     |
| 21                  | 'Система судного дня // The Doomsday System' «Shūmetsu Shisutemu» (終末システム)                                 | 126-127-128         | Ёсихиро Мори                      | Мицутака Хирота     | 20 августа 2023     |
| 22                  | 'Шесть океанов // Oceans 6' «Ōshanzu Shikkusu» (オーシャンズ6)                                                   | 129-130-131         | Shigeru Ueda                      | Мицутака Хирота     | 3 сентября 2023     |
| 23                  | 'Судный день // Judgment Day' «Jajjimento Dei» (ジャッジメント・デイ)                                            | 132-133-134         | Ёсиюки Ногами, Momo Shimizu       | Мицутака Хирота     | 10 сентября 2023    |
| 24                  | 'Оазис в пустыне // Desert Oasis' «Sabaku no Oashisu» (砂漠のオアシス)                                           | 134-135-136-137     | Тосинори Ватанаби                 | Мэгуми Сасано       | 17 сентября 2023    |
| 25                  | 'Война в космосе Аой. Начало // Prelude to the Aoi War' «Aoi Taisen no Jokyoku» (葵大戦の序曲)                   | 138-139-140         | Тосинори Ватанаби                 | Мицутака Хирота     | 1 октября 2023      |

#### BD/DVD
| № | Дата релиза     | Серии | BD         | DVD        | Ссылки |
| - | --------------- | ----- | ---------- | ---------- | ------ |
| 1 | 4 августа 2021  | 1—3   | ANZX-15261 | ANZB-15261 | [ 56 ] |
| 2 | 8 сентября 2021 | 4—6   | ANZX-15262 | ANZB-15262 | [ 57 ] |
| 3 | 6 октября 2021  | 7—9   | ANZX-15263 | ANZB-15263 | [ 58 ] |
| 4 | 3 ноября 2021   | 10—12 | ANZX-15264 | ANZB-15264 | [ 59 ] |
| 5 | 1 декабря 2021  | 13—16 | ANZX-15265 | ANZB-15265 | [ 60 ] |
| 6 | 12 января 2022  | 17—19 | ANZX-15266 | ANZB-15266 | [ 61 ] |
| 7 | 2 февраля 2022  | 20—22 | ANZX-15267 | ANZB-15267 | [ 62 ] |
| 8 | 2 марта 2022    | 23—25 | ANZX-15268 | ANZB-15268 | [ 63 ] |

### Видеоигра
16 сентября 2020 года Famitsu объявил, что на основе манги будут выпущена видеоигра, разработанная компанией Konami. Позже в прямом эфире Tokyo Game Show 2020 стало известно, что в разработке находятся две отдельные ролевые игры, одна из которых является 3D-игрой для консолей, а другая — для мобильных устройств.

## Восприятие и отзывы
В Японии первый том «Edens Zero» в первую неделю продаж занял 13-е место в недельном чарте Oricon с 30 178 проданными копиями. Второй том занял 16-е место с 41 506 проданными копиями, и третий том на 18-м месте с 31 316 копиями.
Первый том получил средние оценки критиков Anime News Network по шкале от 1 до 5:
- Эми Макналти дала этому тому оценку 3,5, назвав его «твердым началом» и похвалив темп развития истории, персонажей и художественное оформление рассказа, добавив при этом, что он «никого не поразит». Макналти также прокомментировал выбор Масимы визуальных и дизайнерских решений, схожий с «Хвостом феи», что, как она отметила, может быть воспринято отрицательно, но высказала мнение, что манга может выиграть от знакомства читателей с «Хвостом феи» и сочла её доступной для новых читателей творчества Масимы.
- Ребекка Сильверман, которая также оценила его на 3,5, посчитала мангу самой мрачной работой Масимы и похвалила его за использование тем, которые "помогли сделать так, чтобы его предыдущая работа «Хвост Феи» «работала так хорошо»", сославшись на то, что Сики и Ребекка были сиротами. В качестве примера. Тем не менее, она выразила небольшую озабоченность по поводу того, что эта история может сбить с толку читателей из-за того, что в томе подразумевается путешествие во времени и захватывающий момент в истории.
- Фэй Хоппер, поставившая изданию оценку 3, обнаружила, что переход от "стилизации высокого фэнтези напоминающей научную фантастику «Star Wars» " помог обогатить историю, но раскритиковала юмор Масимы и его приверженность сёнен конвенции.
- Тереза Наварро дала ему оценку 2, обнаружив, что персонажи и художественный стиль почти идентичны с «Хвостом феи», но учла его потенциал, чтобы получить культ среди поклонников серии «сёнэн».